# Oběť dámy
Oběť dámy je tah v šachu, při němž si jedna strana nechá vzít dámu bez rovnocenné materiální náhrady. Oběť dámy je specifická tím, že dáma je nejhodnotnější figura, kterou lze odebrat. S ohledem na význam této figury je její oběť poměrně vzácná. Nejčastější důvody jsou:
- matový útok po přijmutí oběti[1][2]
- zisk adekvátní kompenzace (kupříkladu aktivní věž a jezdec nebo dvě věže)
- vynucení proměny pěšce
- budoucí zisk dámy s přechodem do lepší pozice
- radikální zvýšení aktivity figur[3]
- záchrana před jasnou prohrou, obvykle s patovými motivy[4]